# Форум Цезаря
Форум Цезаря (лат. Forum Cæsari, також лат. Forum Iulium) — перший з імператорських форумів Риму.

## Історія
Гай Юлій Цезар доручив Цицерону в 54 до н. е. купити ділянку землі на суму 60–100 мільйонів сестерцій. На цій ділянці Гаєм Юлієм Цезарем в 54–46 до н. е. побудований новий форум як розширення Римського Форуму. У північній частині розташовувалися храм Венери Прародительки (лат. Venus Genetrix) і Срібна базиліка (лат. Basilica Argentaria), свого роду антична біржа. Уздовж Clivus Argentarius збереглися руїни крамниць і майстерень часів правління Адріана. В античних джерелах йдеться також про величну кінну статую Цезаря і статую Клеопатри з позолоченої бронзи.
У II столітті при імператорі Траяні форум повністю перебудували, а після пожежі в 283 році при Діоклетіані відбудували заново.
Форум займав територію 170 на 75 м, сьогодні знаходиться частково під сквером на Віа дей-форі-Імперіалі. Наразі форум являє собою прямокутну площу, оточену з трьох сторін арковою галереєю, в центрі знаходяться руїни храму Венери (три колони коринфського ордера з балками), а також бронзова скульптура Цезаря (копія однієї з мармурових статуй імператора).